# Lluís I de Wittelsbach
Lluís I de Wittelsbach o Lluís I de Baviera (en alemany: Ludwig I der Kelheimer, Herzog von Bayern, Pfalzgraf bei Rhein) (Kelheim, 23 de desembre 1173 - mort a Kelheim el 15 de setembre de 1231) va ser duc de Baviera el 1183 i comte palatí del Rin el 1214. Era fill d'Otó I de Wittelsbach i la seva esposa Agnès de Loon.

## Biografia
Lluís va estendre el ducat de Baviera i va fundar moltes ciutats. Entre les ciutats que va fundar hi ha Landshut (1204), Straubing (1218) i Landau an der Isar (1224). Va fer costat a l'emperador güelf Otó IV, que va confirmar llavors el regne etern de la família Wittelsbach de Baviera. Però el 1211 es va unir al partit dels Hohenstaufen, de l'emperador Frederic II, el qual el va recompensar amb el Palatinat del Rin el 1214: el seu fill Otó es va casar amb Agnès del Palatinat, neta del duc Enric el Lleó i de Conrad de Hohenstaufen (comte palatí del Rin). Amb aquest matrimoni els Wittelsbach van heretar el Palatinat i el van mantenir com una possessió dels Wittelsbach fins al 1918. Des de llavors també el lleó es va convertir en un símbol heràldic a l'escut d'armes de Baviera i del Palatinat.
El 1221 Lluís va participar en la Cinquena Croada i va ser empresonat a Egipte per al-Kàmil ibn al-Àdil però va ser alliberat més tard. En 1225 Lluís es va fer càrrec de la tutela del jove rei Enric VII.
Lluís va ser assassinat el 1231 en un pont en Kelheim. El crim mai es va aclarir doncs l'assassí va ser linxat immediatament. A causa de l'aversió des de llavors de la família Wittelsbach per la ciutat de Kelheim, aquesta va perdre el seu estatus com una de les residències ducals. Lluís va ser enterrat a la cripta de l'abadia de Scheyern. El va succeir el seu fill Otó II de Wittelsbach (IV de Baviera).

## Matrimoni i fills
Lluís es va casar amb Ludmila, una filla del duc Frederic de Bohèmia. Va tenir només un fill, el seu successor Otó II de Wittelsbach.

## Nota
1. ↑  aquest segon nom de fet s'ha reservat de facto pel que al segle XIX fou el rei Lluís I de Baviera